# Dispersão (física)
Dispersão em física consiste em um fenômeno que ocorre quando as velocidades das fases (velocidade das componentes) de uma perturbação periódica propagando-se em um dado meio depende das frequências da mesmas. Rigorosamente falando, uma perturbação periódica que sofre dispersão não é uma onda mas sim uma combinação de ondas senoidais discerníveis por suas frequências.
A velocidade da perturbação como um todo é conhecida como velocidade de grupo. As velocidades das fases não precisam ser, e em muitos casos não são, iguais à velocidade de grupo. Nos meios dispersivos as velocidades das fases são distintas.
Em termos de ondas eletromagnéticas, o vácuo é um meio não dispersivo. Já a dispersão dessas ondas na água é responsável pelos arco-íris.